# Hazelton, British Columbia
Hazelton är en ort i Kanada.   Den ligger i provinsen British Columbia, i den centrala delen av landet, 3 800 km väster om huvudstaden Ottawa. Hazelton ligger 211 meter över havet och antalet invånare är 270.
Terrängen runt Hazelton är varierad.Trakten runt Hazelton är nära nog obefolkad, med mindre än två invånare per kvadratkilometer.. Närmaste större samhälle är New Hazelton, 4,9 km öster om Hazelton.
I omgivningarna runt Hazelton växer i huvudsak barrskog.

## Galleri

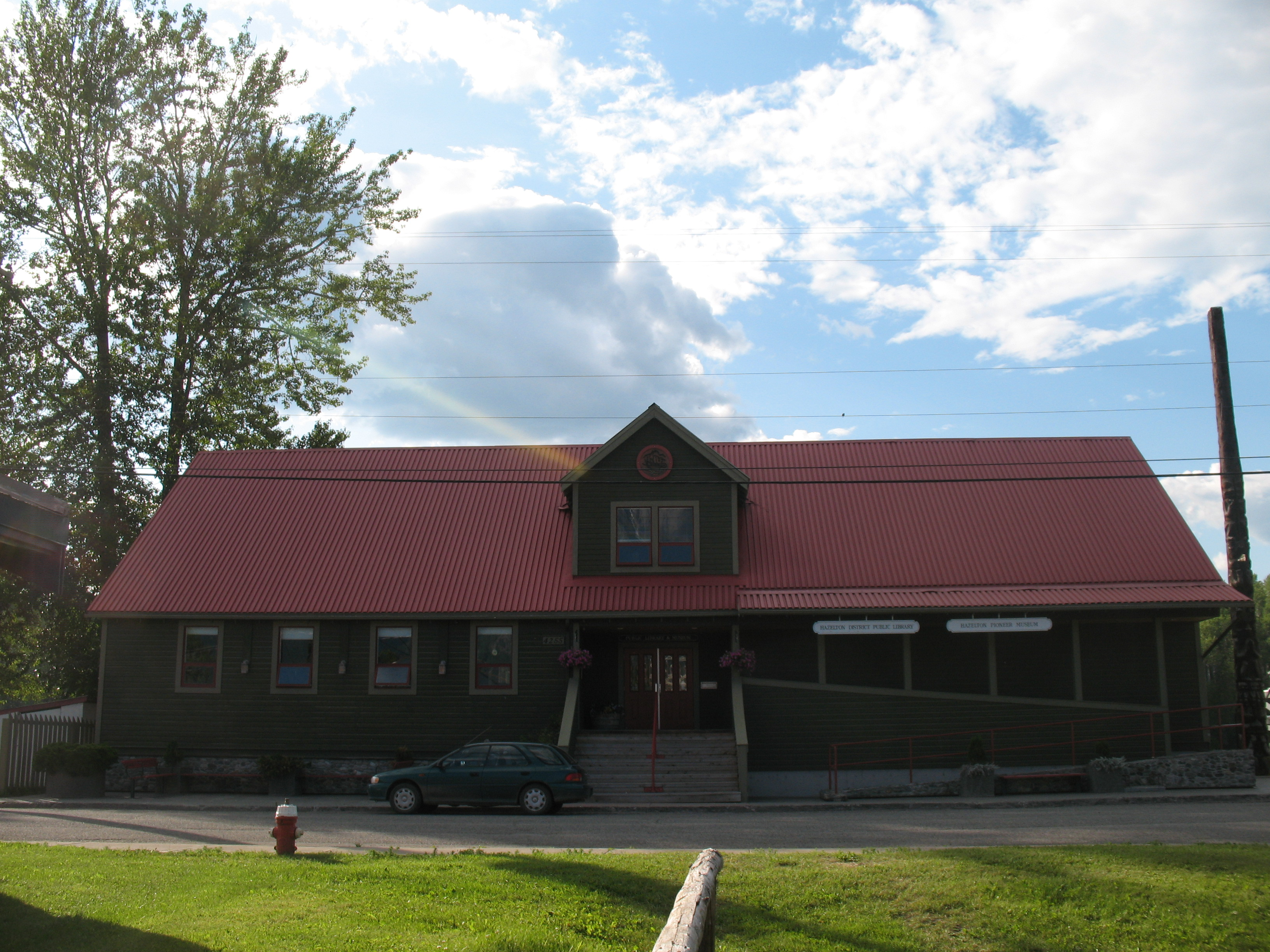
Bibliotek (2009)
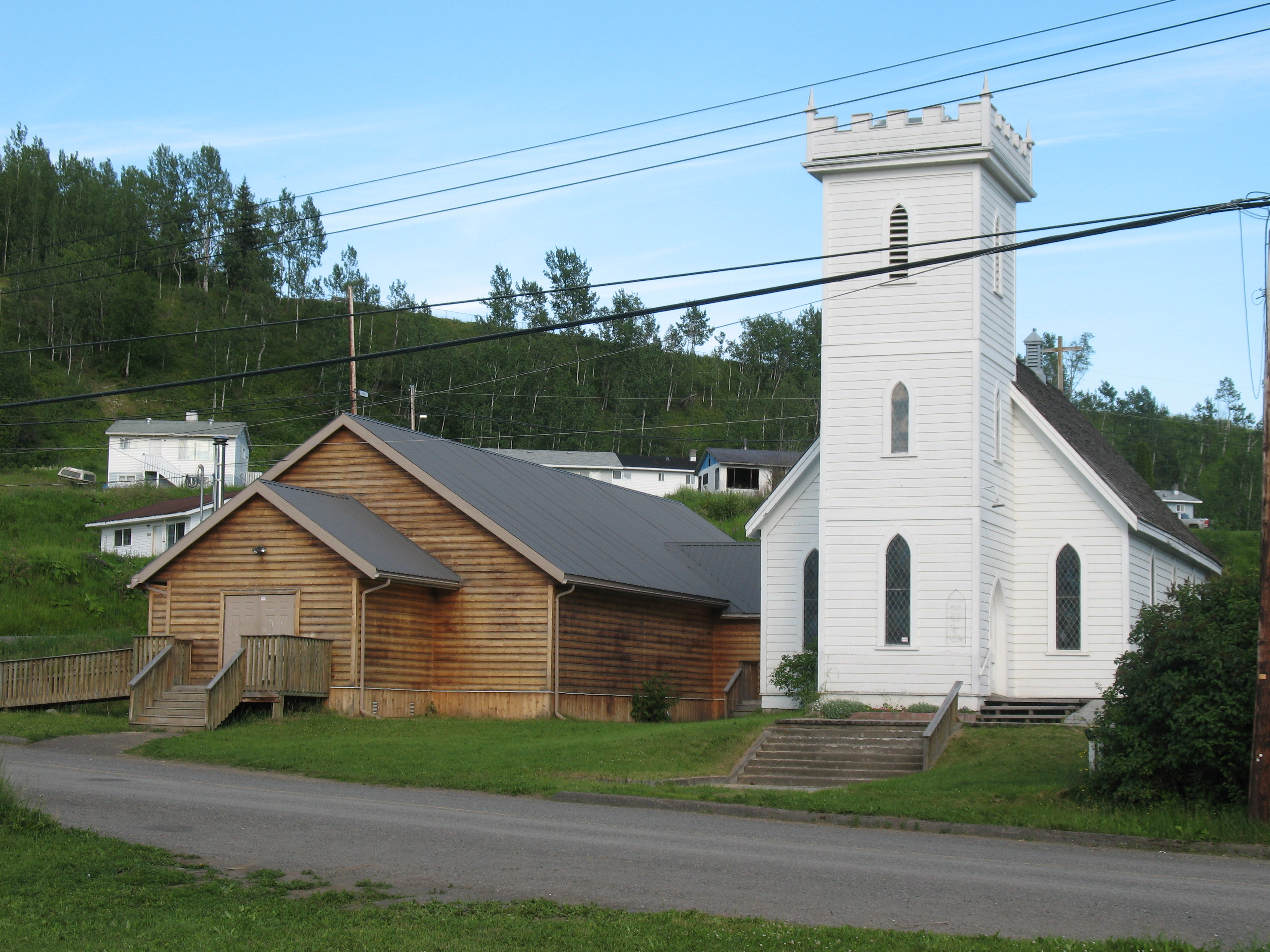
Sankt Pauls anglikanska kyrka (2009)